# 786
Cette page concerne l'année 786  du calendrier julien. Pour l'année 786 av. J.-C., voir 786 av. J.-C.
L'année 786 est une année commune qui commence un dimanche.

## Événements
- Printemps : 
  - Complot du comte Hardrade contre la vie de Charlemagne en Thuringe et en Franconie[1]. Les conjurés sont arrêtés et enfermés dans des monastères. Leurs biens sont confisqués.
  - Expédition du sénéchal Audulf (Andulf) en Bretagne (786-790)[2].
- 31 juillet : concile iconodule à l'église des Saints-Apôtres de Constantinople, perturbé par les soldats iconoclastes de la garde. Le concile est ajourné[3].

- 11 juin[4] : massacre des Alides à Fakhkh, près de La Mecque. La révolte chiite d’Hussaïn et de son oncle Idris, descendants d’Ali, est écrasée. Idris, après la défaite fuit Bagdad pour fonder la dynastie idrisside (788-974) au Maroc[5].

- Août : diète de Worms. Les auteurs de la conspiration de Hardrade sont condamnés à mort, à perdre les yeux ou à l'exil. Audulf, qui a soumis les Bretons, revient à Worms présenter à Charlemagne plusieurs de leurs chefs et les otages qu'il avait reçus[6].

- 17 septembre[7] : début du règne d'Haroun al-Rachid, calife de Bagdad (fin en 809). Apogée du califat de la dynastie arabe et sunnite des Abbassides.
  - Yahya devient vizir du calife : sa famille, les Barmakides, descendants d’un supérieur de couvent bouddhiste de Balkh, aura le pouvoir jusqu’en 803. Son fils Fadl dirige les provinces du nord, le Syrien Dja'far est un favori d’Haroun[8].

- Automne : Charlemagne intervient en Italie[6].
- 25 décembre : Charlemagne passe Noël à Florence puis part pour Rome[6].

- Légation pontificale en Angleterre des évêques Georges d'Ostie et Théophylacte de Todi à la cour d'Offa de Mercie[9].
  - Dans son rapport au pape, Georges d'Ostie utilise pour la première fois le terme latin theodiscus pour désigner les Francs de l'Est ainsi que leur langue, ce mot finira par donner le mot allemand deutsch qui signifie « allemand »[10].

## Naissances en 786
- 7 septembre : Saga, empereur du Japon.
- Radbert, abbé de Corbie.

## Décès en 786
- 14 septembre : Al-Hadi, calife abbasside[11].
- 16 octobre : Lull, archevêque de Mayence.